# Strassensystem in der Schweiz und in Liechtenstein
In der Schweiz und im Fürstentum Liechtenstein können Strassen nach dem Strassenverkehrsgesetz, nach ihren Eigentümern oder nach ihrem Ausbaustandard klassifiziert werden. Dieser Artikel behandelt das Strassensystem in der Schweiz und in Liechtenstein, da beide Staaten im Allgemeinen die gleichen Bestimmungen kennen.

## Strassen nach Strassenverkehrsgesetz
Das Strassenverkehrsgesetz unterscheidet Strassen in Bezug auf die Anwendung von Verkehrsregeln oder die Signalisation.

### Gesetzliche Grundlagen
In der Schweiz ist das Strassenverkehrsgesetz (SVG, eingeführt am 1. Oktober 1959) die gesetzliche Grundlage, gestützt auf die Bundesverfassung der Schweizerischen Eidgenossenschaft Art. 82.
Für die Unterscheidung von Strassentypen und deren Bestimmungen ist neben dem Strassenverkehrsgesetz vor allem die Verkehrsregelnverordnung (VRV, eingeführt 1962) und die Signalisationsverordnung (SSV, eingeführt 1930) relevant.
In Liechtenstein ist das Strassenverkehrsgesetz (SVG) die gesetzliche Grundlage, gestützt auf Art. 20 Abs. 2 der Verfassung des Fürstentums Liechtenstein, auch dort ist die Verkehrsregelnverordnung (VRV) und die Strassensignalisationsverordnung (SSV) relevant. Liechtenstein übernahm die meisten Artikel den entsprechenden Schweizer Regelwerken wörtlich, der Hauptunterschied liegt, abgesehen von Details, im Fehlen von Bestimmungen für den Autostrassen- und den Autobahnverkehr sowie in strafrechtlichen Bestimmungen, das liechtensteinische Strafgesetzbuch folgt hier dem österreichischen Muster.

### Autobahnen und Autostrassen

#### Bestimmungen
Autobahnen und Autostrassen sind Motorfahrzeugen vorbehalten, welche eine Geschwindigkeit von 80 km/h erreichen können und dürfen; ausgenommen davon sind Unterhaltsfahrzeuge sowie Ausnahmefahrzeuge und -transporte. Wenden, Rückwärtsfahren oder Abbiegen auf nicht dafür gekennzeichneten Stellen sind nicht gestattet. Autobahn- und Autostrassenabschnitte werden entsprechend signalisiert.
Die allgemeine Höchstgeschwindigkeit auf Autobahnen beträgt 120 km/h und auf Autostrassen 100 km/h,
sie beginnt beim Signal «Autobahn» bzw. «Autostrasse» und endet beim Signal «Ende der Autobahn» bzw. «Ende der Autostrasse».
Es dürfen sowohl auf Autobahnen als auch auf Autostrassen tiefere Geschwindigkeiten in Schritten von minimal 10 km/h festgelegt werden (üblich sind 20-km/h-Schritte), jedoch keine tieferen als 60 km/h. Für Gesellschaftswagen und Linienbusse mit bewilligten Stehplätzen, für schwere Wohnwagen und für leichte Motorwagen mit Anhänger, sofern das Gesamtgewicht des Anhängers 3,5 t nicht übersteigt, beträgt die Höchstgeschwindigkeit 100 km/h. Für Lastwagen und andere Anhängerzüge beträgt die Höchstgeschwindigkeit 80 km/h,  ebenso für Fahrzeuge mit Spikesreifen; letztere sind aber mit Ausnahme des Gotthard-Strassentunnels und des San-Bernardino-Tunnels auf dem gesamten Autobahnnetz nicht zugelassen. Die Geschwindigkeit ist in Tunnels auf 100 km/h und in solchen mit Gegenverkehr auf 80 km/h beschränkt.
Autobahnen und Autostrassen können, müssen aber keinen Abstellstreifen (Pannenstreifen) aufweisen.

#### Signalisation
Die Signalisation auf Autobahnen und Autostrassen unterscheidet sich von derjenigen auf Haupt- und Nebenstrassen.
Die Grundfarbe der Autobahn- und Autostrassensignalisation ist grün, mit weisser Schrift. Wegweiser mit weisser Schrift auf grünem Hintergrund auf Haupt- und Nebenstrassen zeigen den Weg zu Autobahnen oder Autostrassen an. Die Tafeln sind im Grossformat (Beispiel: Geschwindigkeitsschild-Durchmesser: 120 cm), auf Autostrassen darf auch ein kleineres Zwischenformat (Geschwindigkeitsschild-Durchmesser: 90 cm) verwendet werden (Zum Vergleich: Normalformat auf Hauptstrassen ist 60 cm).
Im Gegensatz zu Autobahnen wird auf Autostrassen gewöhnlich die Höchstgeschwindigkeit auch dann signalisiert, wenn keine Geschwindigkeitsbeschränkungen existieren (Signal «Höchstgeschwindigkeit 100 km/h»).
Die Autobahnnummerierung erfolgt mit einer weissen Zahl auf rotem Grund. Anschlüsse oder Verzweigungen werden mit einem schwarzen Symbol und einer schwarzen Zahl auf weissem Grund signalisiert. Es dürfen Kilometer- und Hektometer-Tafeln aufgestellt werden. Strassenreklamen sind mit gewissen Ausnahmen untersagt. Des Weiteren ist an Tunneleingängen der Name des Tunnels stets anzugeben.

4.31 Wegweiser zu Autobahnen oder Autostrassen
4.58 Nummerntafel für Autobahnen und Autostrassen
4.59 Nummerntafel für Anschlüsse
4.59.1 Nummerntafel für Verzweigungen
4.72 Kilometertafel
4.73 Hektometertafel

#### Unterschiede zwischen Autobahnen und Autostrassen
Autobahnen weisen eine getrennte Fahrbahn für jede der beiden Richtungen auf und sind frei von höhengleichen Kreuzungen. Für Autostrassen existieren keine derartigen Regelungen, gewöhnlich sind sie aber kreuzungsfrei.
Ein als Autostrasse ausgebautes kurzes Teilstück einer Hauptstrasse wird in der Regel als Hauptstrasse signalisiert (Beispiele: Hauptstrasse 13 bei Diessenhofen, Umfahrungen der Hauptstrasse 28 zwischen Landquart und Klosters).

#### Listen
AutobahnenDie Liste der Autobahnen des Nationalstrassennetzes und der kantonalen Autobahnen befindet sich im Anhang 1, Buchstabe A der Durchgangsstrassenverordnung.
AutostrassenDie Liste der Autostrassen des Nationalstrassennetzes und der kantonalen Autostrassen befindet sich im Anhang 1, Buchstabe B der Durchgangsstrassenverordnung.

#### Situation im Fürstentum Liechtenstein
Das Fürstentum Liechtenstein unterhält keine eigenen Autobahnen und Autostrassen. Deshalb existieren darüber keine Bestimmungen, mit Ausnahme der Bestimmungen über die Autobahn- und Autostrassensymbole und die Wegweiser, welche den Weg zu einer Autobahn oder einer Autostrasse weisen,
und dass sie in weisser Schrift auf grünem Grund gehalten sein müssen.

### Strassen mit gemischtem Verkehr

#### Allgemeine Bestimmungen

##### Zugang
Haupt- und Nebenstrassen dienen der Erschliessung von Regionen und Ortschaften; die Nutzung dieser Strassen ist mit gewissen Beschränkungen für alle offen.
Auf Hauptstrassen können Fussgänger, Velos, landwirtschaftlicher Verkehr oder Fahrzeuge, welche eine bestimmte Mindestgeschwindigkeit, entsprechend signalisiert, nicht erreichen, verboten werden. Auf Nebenstrassen kann der motorisierte Verkehr, abgesehen von Zubringerdiensten, verboten werden. Weitere Bestimmungen sind weiter unten ersichtlich.

##### Geschwindigkeitsvorschriften und -signalisation
Die allgemeine Höchstgeschwindigkeit auf Haupt- und Nebenstrassen beträgt ausserhalb von Ortschaften 80 km/h, in Ortschaften 50 km/h. Ausserorts darf die Geschwindigkeit tiefer angesetzt werden, innerorts auf bis höchstens 80 km/h erhöht werden.
Die allgemeinen Höchstgeschwindigkeiten können herabgesetzt werden, wenn:
- eine Gefahr nur schwer oder nicht rechtzeitig erkennbar und anders nicht zu beheben ist
- bestimmte Strassenbenützer eines besonderen, nicht anders zu erreichenden Schutzes bedürfen
- auf Strecken mit grosser Verkehrsbelastung der Verkehrsablauf verbessert werden kann
- dadurch eine im Sinne der Umweltschutzgesetzgebung übermässige Umweltbelastung (Lärm, Schadstoffe) vermindert werden kann. Dabei ist der Grundsatz der Verhältnismässigkeit zu wahren

Ortstafeln haben im Gegensatz zu Deutschland und Österreich keinen geschwindigkeitsbestimmenden Charakter; der Beginn der Ortsgeschwindigkeit wird mit dem Signal «Höchstgeschwindigkeit 50 km/h generell» signalisiert. Diese Geschwindigkeit gilt generell auf allen Strassen bis zum Signal «Ende Höchstgeschwindigkeit 50 km/h generell», ab dem wieder die allgemeine Geschwindigkeit von 80 km/h gilt. Liechtenstein zog 2012 nach, davor wurde – obwohl dessen Signalisationsverordnung das Signal «Höchstgeschwindigkeit 50 km/h generell» kennt – zu Beginn einer Ortschaft das Signal «Höchstgeschwindigkeit 50 km/h» aufgestellt und innerorts wiederholt. Am Ortsende wurde, sofern die allgemeine Geschwindigkeit ausserorts galt, das Signal «Höchstgeschwindigkeit 80 km/h» aufgestellt und z. B. nach Kreuzungen wiederholt.
In der Schweiz wird das Signal «Höchstgeschwindigkeit 80 km/h» ausserhalb von Autobahnen und Autostrassen gewöhnlich nur an deren Ende, auf innerörtlichen Abschnitten oder an unbewachten Landesgrenzen aufgestellt.

#### Hauptstrassen

3.03 Hauptstrasse

3.04 Ende der Hauptstrasse

Hauptstrassen sind vortrittsberechtigte Strassen, sofern dies nicht durch Signalisation anders geregelt wird.
Der Beginn der Hauptstrasse wird mit dem Signal «Hauptstrasse» gekennzeichnet,
die Ortschaftstafeln dort sind in weisser Schrift auf blauem Grund gehalten.
Das Schild «Ortsende auf Hauptstrassen» führt in der Schweiz oben den nächsten Ort und darunter den nächsten grösseren Ort mit der Distanz dorthin auf. In Liechtenstein hingegen steht der Name des nächsten und der Name des soeben verlassenen Ortes auf der Tafel. Das Ende einer Hauptstrasse wird mit dem Signal «Ende der Hauptstrasse» gekennzeichnet.
Das Parkieren auf Hauptstrassen ausserorts ist untersagt, das Gleiche gilt innerorts, wenn für das Kreuzen von zwei Fahrzeugen nicht mehr genügend Raum wäre. Begleiter von Tierherden haben darauf zu achten, dass die linke Seite der Hauptstrasse frei bleibt. Trambahnen, die von Nebenstrassen kommen, sind nicht vortrittsberechtigt.
Hauptstrassen dürfen nur ausnahmsweise  (z. B. in einem Ortszentrum oder in einem Altstadtgebiet) in eine  Tempo-30-Zone miteinbezogen werden, eine entsprechende Regelung fehlt in Liechtenstein. Davon abzugrenzen ist eine Geschwindigkeitsreduktionen auf Tempo 30 – nicht gleichzusetzen mit einer Tempo-30-Zone –, beispielsweise zur Verminderung von Strassenverkehrslärm.
In der Schweiz bestimmt der Bundesrat nach Anhören der Kantone die Hauptstrassen, in Liechtenstein definiert die Regierung die Hauptstrassen.
Die wichtigsten Hauptstrassen werden in der Schweiz mit Nummerntafeln gekennzeichnet. Diese haben eine weisse Zahl auf blauem Grund. In Liechtenstein existiert die entsprechende Bestimmung auch, doch sie wird dort nicht angewendet.
Mit Nummerntafeln nummerierte HauptstrassenHauptstrassen, die mit der «Nummerntafel für Hauptstrassen» (4.57) gekennzeichnet sind (Hauptstrassen Nr. 1–30), sind im Anhang 2, Buchstabe A der Durchgangsstrassenverordnung festgelegt
Nicht mit Nummerntafeln nummerierte HauptstrassenHauptstrassen, die nicht mit der «Nummerntafel für Hauptstrassen» (4.57) gekennzeichnet sind (Hauptstrassen Nr. 100–474), sind im Anhang 2, Buchstabe B der Durchgangsstrassenverordnung festgelegt
Hauptstrassen für Fahrzeuge mit Höchstbreite 2,30 mHauptstrassen, die nur für Fahrzeuge bis 2,30 m Breite offen sind (Hauptstrassen Nr. 505–567), sind im Anhang 2, Buchstabe C der Durchgangsstrassenverordnung festgelegt. Diese Strassen sind mit dem Signal «Höchstbreite 2,30 m» gekennzeichnet.

4.57 Nummerntafel für Hauptstrassen
4.27 Ortsbeginn auf Hauptstrassen (CH)
4.27 Ortsbeginn auf Hauptstrassen (FL)
4.28 Ortsende auf Hauptstrassen (CH) – Lyss ist der nächste Ort auf dieser Strasse, bis Bern sind es 21 km
4.28 Ortsende auf Hauptstrassen (FL) – Der nächste Ort ist Triesen, hinter uns liegt Vaduz
4.32 Wegweiser für Hauptstrassen

#### Nebenstrassen
Auf Nebenstrassen gelten die allgemeinen Verkehrsregeln wie der Rechtsvortritt.
Die Ortschaftstafeln auf Nebenstrassen haben schwarze Schrift auf weissem Grund. Die Tafel «Verzweigung mit Strasse ohne Vortritt» weist darauf hin, dass der Führer auf der nächsten Verzweigung vortrittsberechtigt ist. Sie darf auch fehlen, wenn der Führer rechtzeitig erkennen kann, dass er vortrittsberechtigt ist (durch Fahrbahnmarkierungen oder entsprechende Signale aus von rechts kommenden Strassen).
Begegnungszonen, Fussgängerzonen oder Tempo-30-Zonen sind nur auf Nebenstrassen mit möglichst gleichartigem Charakter gestattet. In Liechtenstein wird definiert, dass in Wohnquartieren auf Nebenstrassen die Fahrzeuge besonders vorsichtig fahren müssen. Auf verkehrsarmen Nebenstrassen wie in Wohnquartieren darf der gesamte Fahrbereich auf einer begrenzten Fläche für Spiele verwendet werden, sofern der Verkehr dadurch nicht behindert wird. Die Benutzung von fahrzeugähnlichen Geräten (wie Trotinette, Inline-Skates) ist auf Nebenstrassen gestattet, wenn Trottoirs oder Radwege fehlen und der Verkehr zur Zeit der Benützung gering ist.
Auf signalisierten Radwegen auf Nebenstrassen dürfen Führer von Fahrrädern oder Motorfahrrädern zu zweit nebeneinander fahren, sofern der übrige Verkehr dadurch nicht behindert wird.

3.05 Verzweigung mit Strasse ohne Vortritt
4.29 Ortsbeginn auf Nebenstrassen (CH)
4.29 Ortsbeginn auf Nebenstrassen (FL)
4.30 Ortsende auf Nebenstrassen
4.32 Wegweiser für Nebenstrassen

### Europastrassen

4.56 Nummerntafel für Europastrassen

Die Streckenführung der Europastrassen in der Schweiz wird durch das Eidgenössische Departement für Umwelt, Verkehr, Energie und Kommunikation UVEK festgelegt. Die Liste der Europastrassen in der Schweiz ist im Anhang 3 der Durchgangsstrassenverordnung festgelegt. Verordnet war das Anbringen der Nummerierung auf Ende 1996.
Die Nummerntafeln haben ein weisses «E» und eine weisse Zahl auf grünem Grund.
Insgesamt führen elf Europastrassen durch die Schweiz: E21, E23, E25, E27, E35, E41, E43, E54, E60, E62, E712.
In Liechtenstein existieren mangels Europastrassen keine besonderen Bestimmungen für sie ausser der Definition der Nummerntafeln. Eine allfällige Anbringung ist Sache der Regierung.

### Geschwindigkeitsbeschränkungen

#### Schweiz

Verkehrssignal „Richtgeschwindigkeit“, eingesetzt 1965–1973

Auf Haupt- und Nebenstrassen gilt, sofern nicht mit einer tieferen Limite signalisiert, ausserorts eine Geschwindigkeitsbeschränkung von 80 km/h, innerorts liegt sie bei 50 km/h. Diese Limite ist seit 1984 gültig, sie wurde aus Umweltschutzgründen (Waldsterben) zuerst probehalber, auf 1990 definitiv eingeführt. Die Einführung einer Limite ausserorts erfolgte im Januar 1973 aus Sicherheitsgründen, im November 1973 auf Autobahnen als Folge der Ölkrise. Um die gesetzliche Pflicht zum Lärmschutz auf dem kantonalen Strassennetz zu erfüllen, setzt z. B. der Kanton Freiburg seit dem Jahr 2022 als erste Massnahme stets auf die Einführung von Tempo 30, dies noch bevor der Einbau eines lärmarmen Strassenbelags geprüft wird. Unisono fordert auch der Schweizerische Städteverband, dass Tempo 30 in Städten zur Norm wird. Die früheren Limiten betrugen:
| Jahr der Einführung | Innerorts            | Ausserorts                                         | Autostrassen                                       | Autobahnen                                   |
| ------------------- | -------------------- | -------------------------------------------------- | -------------------------------------------------- | -------------------------------------------- |
| 1904                | 10 km/h              | 30 km/h                                            | -                                                  | -                                            |
| 1914                | 18 km/h              | 40 km/h                                            | -                                                  | -                                            |
| 1932                | Aufhebung der Limite | Aufhebung der Limite                               | -                                                  | -                                            |
| 1. Juni 1959        | 60 km/h              | frei (Richtgeschwindigkeit ab Frühling 1965)       | frei (Richtgeschwindigkeit ab Frühling 1965)       | frei (Richtgeschwindigkeit ab Frühling 1965) |
| 1. Januar 1973      | 60 km/h              | 100 km/h (probew.) Erhöhung auf 120 km/h erlaubt   | 100 km/h (probew.) Erhöhung auf 120 km/h erlaubt   | frei (Richtgeschwindigkeit)                  |
| 17. November 1973   | 60 km/h              | 100 km/h (probew.) Erhöhung auf 120 km/h erlaubt   | 100 km/h (probew.) Erhöhung auf 120 km/h erlaubt   | 100 km/h                                     |
| 14. März 1974       | 60 km/h              | 100 km/h (probew.) Erhöhung auf 120 km/h erlaubt   | 100 km/h (probew.) Erhöhung auf 120 km/h erlaubt   | 130 km/h                                     |
| 1. Januar 1977      | 60 km/h              | 100 km/h (definitiv) Erhöhung auf 120 km/h erlaubt | 100 km/h (definitiv) Erhöhung auf 120 km/h erlaubt | 130 km/h                                     |
| 1. Januar 1984      | 50 km/h              | 100 km/h (definitiv) Erhöhung auf 120 km/h erlaubt | 100 km/h (definitiv) Erhöhung auf 120 km/h erlaubt | 130 km/h                                     |
| 1. Januar 1985      | 50 km/h              | 80 km/h                                            | 80 km/h Erhöhung auf 100 km/h erlaubt              | 120 km/h                                     |
| 20. Dezember 1989   | 50 km/h              | 80 km/h                                            | 100 km/h                                           | 120 km/h                                     |

Für einzelne Fahrzeugarten (LKW, Anhänger usw.) gelten tiefere Limiten.
Die Konferenz der Strafverfolgungsbehörden der Schweiz (KSBS) hat 2013 folgende Strafmassempfehlungen für Geschwindigkeitsüberschreitungen abgegeben:
| Tempo 30 | Innerorts 50/60 km/h | Ausserorts/Autostrasse | Autobahn | Strafe                                                                                            |
| -------- | -------------------- | ---------------------- | -------- | ------------------------------------------------------------------------------------------------- |
| 1–15     | 1–15                 | 1–20                   | 1–25     | Ordnungsbussenverfahren                                                                           |
| 16–17    | 16–20                | 21–25                  | 26–30    | CHF 400 Busse                                                                                     |
| 18–19    | 21–24                | 26–29                  | 31–34    | CHF 600 Busse                                                                                     |
|          | 25–29                | 30–34                  | 35–39    | 20 Tagessätze Geldstrafe                                                                          |
| 20–24    |                      | 35–39                  | 40–44    | 30 Tagessätze Geldstrafe                                                                          |
| 25–29    | 30–34                |                        | 45–49    | 50 Tagessätze Geldstrafe                                                                          |
|          |                      | 40–44                  | 50–54    | 60 Tagessätze Geldstrafe                                                                          |
|          | 35–39                |                        | 55–59    | 70 Tagessätze Geldstrafe                                                                          |
| 30–34    |                      | 45–49                  | 60–64    | 90 Tagessätze Geldstrafe                                                                          |
| 35–39    | 40–49                | 50–59                  | 65–79    | ab 120 Tagessätze Geldstrafe                                                                      |
| ab 40    | ab 50                | ab 60                  | ab 80    | «Rasertatbestand», Art. 16c Abs. 2 lit. abis SVG, Art. 90 Abs. 3–4 SVG: ab 1 Jahr Freiheitsstrafe |

Die Zahlen geben die Geschwindigkeitsübertretung in km/h nach Abzug der technisch bedingten Sicherheitsmarge an.

#### Liechtenstein
1978 lag die Höchstgeschwindigkeit ausserorts bei 100 km/h und innerorts bei 60 km/h. Auf den 23. September 1981 wurde in Triesenberg innerorts versuchsweise 50 km/h eingeführt. Seit dem 15. Dezember 1984 gilt auf Strassen ausserorts eine allgemeine Geschwindigkeitsbeschränkung von 80 km/h, innerorts liegt sie bei 50 km/h, sofern keine andere Limite signalisiert ist. 1989 wurde festgelegt, dass ausserorts höhere Geschwindigkeiten bis maximal 100 km/h, innerorts 80 km/h, sofern entsprechend signalisiert, erlaubt sind. Vorher gab es keine entsprechende Definition diesbezüglich. 2003 wurde die höchste Limite auf 80 km/h ausserorts bzw. 60 km/h innerorts angepasst.
Auch vor 1978 dürften definitive Anpassungen in der Schweiz zeitnah auch ins Liechtensteiner Recht übernommen worden sein.
Strafmassnahmen für Geschwindigkeitsüberschreitungen (Stand: 2022):
| Innerorts | Ausserorts | Massnahme                |
| --------- | ---------- | ------------------------ |
| 1–20      | 1–25       | Ordnungsbussenverfahren  |
| 21–25     | 26–30      | Verwarnung               |
| ab 26     | ab 31      | Zwingender Ausweisentzug |

## Strassen nach Baulast

### Schweiz
Geordnet nach der Baulast existieren folgende Strassentypen:
- Nationalstrassen sind Strassen unter der Baulast des Bundes, genauer dem Bundesamts für Strassen ASTRA. Auf Autobahnen und Autostrassen des Nationalstrassennetzes existiert Vignettenpflicht, auf Hauptstrassen dagegen nicht.
- Kantonsstrassen oder Staatsstrassen sind Strassen unter der Baulast des jeweiligen Kantons. Hierbei handelt es sich vorwiegend um Haupt- und Nebenstrassen, einige Kantone unterhalten oder unterhielten auch Autobahnen oder Autostrassen. Diese kantonalen Autobahnen und Autostrassen sind im Gegensatz zu solchen des Nationalstrassennetzes nicht vignettenpflichtig.
- Gemeindestrassen sind Strassen unter der Baulast der jeweiligen Gemeinde. Hierbei handelt es sich vorwiegend um Nebenstrassen.

Die Gesamtlänge aller Strassen (Nationalstrassen, Kantonsstrassen und Gemeindestrassen) in der Schweiz beträgt 71'454 km.

#### Bund: Nationalstrassen
Die unter der Obhut des Bundesamts für Strassen ASTRA stehenden Strassen im Bundeseigentum werden als Nationalstrassen bezeichnet. Dazu gehören Strassen von gesamtschweizerischer Bedeutung.
Der Bund ist verpflichtet, ein Nationalstrassennetz zu betreiben und zu unterhalten. Er hat alle Kosten für den Bau und den Betrieb zu übernehmen. Dies bestimmt die Bundesverfassung.
Der Bund klassifiziert die Nationalstrassen wie folgt:
| Klasse    | Bild | Beschreibung | Gesetzliche Grundlage |
| --------- | ---- | --- | --------------------- |
| 1. Klasse |      | Kreuzungsfreie, richtungsgetrennte Strassen für den Schnellverkehr (Autobahnen), in der Regel durchgehende Abstellstreifen     | NSG Art. 2            |
| 2. Klasse |      | Strasse für den Schnellverkehr, meist kreuzungsfrei (Autostrassen oder Autobahnen). Abstellstreifen sind erwünscht.            | NSG Art. 3            |
| 3. Klasse |      | Strasse für den gemischten Verkehr, wobei Ortsdurchfahrten und höhengleiche Kreuzungen vermieden werden sollen (Hauptstrassen) | NSG Art. 4            |

Nationalstrassen, die baulich weder Autobahnen noch Autostrassen sind, werden als Hauptstrassen gekennzeichnet.
Nationalstrassen 1. und 2. Klasse unterliegen mit wenigen Ausnahmen der Vignettenpflicht.
Der Bund ist für das Management der Nationalstrassen verantwortlich, er kann dieses aber auch delegieren, beispielsweise an Kantone oder Trägerschaften. Bei Anpassungen sind die Kantone anzuhören. Bei Ortsstrassen sind die Gemeinden beschwerdeberechtigt. Autobahnbaustellen dürfen maximal 15 km lang sein und der minimale Abstand zwischen zwei Autobahnbaustellen muss 30 km betragen, anschliessend ist eine baustellenfreie Fahrt für 15 Jahre zu garantieren.
Nationalstrassen werden intern mit dem Präfix N nummeriert.
Die Gesamtlänge der Nationalstrassen beträgt 1859 km (2018), das nach Vollausbau geplante Netz beträgt 1893 km (2012).
Die 224 Tunnels haben eine Gesamtlänge von 213 km (2009). Unterteilt werden die Strassen gemäss dem ASTRA wie folgt:
| Strassentyp                 | Länge     | Geplant   |
| --------------------------- | --------- | --------- |
| Autobahnen 7-spurig (4+3)   | 0001,2 km | 0001,2 km |
| Autobahnen 6-spurig (3+3)   | 0083,5 km | 0088,1 km |
| Autobahnen 4-spurig (2+2)   | 1330,1 km | 1400,2 km |
| Autostrassen 3-spurig (1+2) | 0001,9 km | 0001,9 km |
| Autostrassen 2-spurig (1+1) | 0273,1 km | 0341,3 km |
| Gemischtverkehrsstrassen    | 0108,9 km | 0062,9 km |
| Total                       | 1798,7 km | 1892,5 km |

#### Kantone: Kantonsstrassen bzw. Staatsstrassen
Strassen im Kantonseigentum werden je nach Kanton als Kantonsstrasse (bzw. Route cantonale, strada cantonale) oder Staatsstrasse bezeichnet.
Hierbei kann es sich um Autobahnen, Autostrassen,
Hauptstrassen oder Nebenstrassen handeln. Die Kosten für den Bau und den Unterhalt trägt der Kanton. Die Kosten für Strassensanierungen, zumindest ist dies im Kanton Aargau gesetzlich so geregelt, werden von den betroffenen Gemeinden mitgetragen.
Die Gesamtlänge aller Kantonsstrassen in der Schweiz beträgt 18'112 km (2010). Davon sind rund 2'300 Kilometer Hauptstrassen (550 km Talstrassen, 1'500 km Alpenstrassen und 250 km Jurastrassen). Die Kantone Waadt, Bern (beide über 2'100 km), Wallis, Zürich und Graubünden alleine machen einen Anteil von über 50 % aller Kantonsstrassen aus. Kantonsstrassen können der Erschliessung von Nationalstrassen oder wichtigen ausserkantonalen Strassen, der Erschliessung von Regionen oder der Verbindung zwischen Ortschaften dienen.
Der Kanton Basel-Stadt kennt keine Gemeindestrassen, dort existieren ausschliesslich Kantonsstrassen, deren Gesamtlänge 305 km beträgt. Dies ist daher der Kanton mit dem dichtesten Kantonsstrassennetz.
Autostrassen- oder Autobahnen im Kantonseigentum werden auch als kantonale Autobahnen bzw. kantonale Autostrassen bezeichnet. Sie sind im Gegensatz zu den Nationalstrassen nicht vignettenpflichtig.
Einige Kantone nummerieren ihre Strassen,
einige versehen ihre Strassen mit Stationszeichen.
Siehe auch: Liste der Kantonsstrassen in den Kantonen Aargau, Appenzell Ausserrhoden, Genf, St. Gallen und Zug.

#### Gemeinde: Gemeindestrassen
Strassen unter der Verwaltung einer politischen Gemeinde werden gewöhnlich als Gemeindestrassen bezeichnet. Die Kosten- und Ausführungslast liegt hier bei den politischen Gemeinden, Nachbargemeinden sind jedoch gewöhnlich anzuhören.
Es kann sich hierbei um Hauptstrassen oder Nebenstrassen verschiedenen Ausbaustands handeln. Die Gesamtlänge aller Gemeindestrassen in der Schweiz beträgt 51'880 km.

#### Private
Strassen im Privateigentum werden privat finanziert. Hierbei handelt es sich meistens um Zufahrten. Gemeinden können einen Beitrag leisten, sofern die Strasse von öffentlichem Interesse ist.

### Liechtenstein

#### Landstrassen und Gemeindestrassen
Im Eigentum des Landes befinden sich 105 km befestigte und 25 km unbefestigte Strassen.
Sie werden als Landstrassen bezeichnet.
Gemeindestrassen gehören den politischen Gemeinden, während Privatstrassen Privaten gehören und von ihnen bezahlt werden.

#### Hochleistungsstrassen und Hauptverkehrsstrassen
Liechtenstein kennt ein Gesetz über den Bau von Hochleistungsstrassen und Hauptverkehrsstrassen und hat somit eine dem Schweizer Nationalstrassengesetz ähnliche gesetzliche Grundlage; doch in Anwendung ist es bisher nicht gekommen (2012). Das Gesetz bestimmt bzw. definiert:
Hochleistungsstrassen und Hauptverkehrsstrassen sind im Staatseigentum.
HochleistungsstrassenRichtungsgetrennte und kreuzungsfreie Strassen, nur für Motorfahrzeuge (ähnlich der Nationalstrasse Klasse 1 in der Schweiz).
HauptverkehrsstrassenNach Möglichkeit richtungsgetrennte und kreuzungsfreie Strassen, nur für Motorfahrzeuge (ähnlich der Nationalstrasse Klasse 2 in der Schweiz).

## Strassen nach Ausbaustandard
Das Bundesamt für Landestopografie (swisstopo) klassifiziert in seinem Kartenwerk, der Landeskarte der Schweiz, die Strassen nach ihrem Ausbau; auf diesen topografischen Karten der Schweiz und des Fürstentums Liechtenstein werden die Strassen wie unten beschrieben dargestellt. Die Karten geben somit einen Anhaltspunkt zum Ausbau einer Strasse, ohne aber abschliessend den Strassentyp nach dem Strassenverkehrsgesetz SVG oder nach dem Eigentum zu spezifizieren.
| Klasse                                   | Bild | Beschreibung |
| ---------------------------------------- | ---- | --- |
| Autobahn, richtungsgetrennt              |      | Eine kreuzungsfreie Strasse für den Schnellverkehr mit Mittelstreifen, auf welcher der Langsamverkehr nicht gestattet ist. Sie ist mit dem grünen Autobahnsymbol gekennzeichnet. |
| Autostrasse, nicht richtungsgetrennt     |      | Eine kreuzungsfreie Strasse für den Schnellverkehr mit zwei oder mehr Fahrbahnen ohne Mittelstreifen, auf welcher der Langsamverkehr nicht gestattet ist. Sie ist mit dem grünen Autostrassensymbol gekennzeichnet. |
| 1. Klasse-Strasse                        |      | Strassen 1. Klasse sind meistens blau signalisierte Hauptstrassen. Sie sind mindestens sechs Meter breit, so dass zwei Lastwagen sich ungehindert kreuzen können, und für den gemischten Verkehr (Velos, Traktoren) gestattet. Sie weisen Hartbelag auf und Steigungen sind nicht höher als 10 %. Diese Strassen haben oft einen Velostreifen und Trottoirs. Sie dienen vorwiegend dem Durchgangsverkehr. |
| 2. Klasse-Strasse                        |      | Strassen 2. Klasse sind meistens weiss signalisierte Nebenstrassen. Sie sind mindestens vier Meter breit, so dass zwei Autos sich ungehindert kreuzen können. Sie weisen Hartbelag auf und Steigungen sind nicht höher als 15 %. Sie sind Ortsverbindungsstrassen oder wichtige Strassen innerorts. Zur Erhöhung der Sicherheit solcher Strassen können sie als Kernfahrbahn gestaltet werden.            |
| Quartierstrasse                          |      | Quartierstrassen sind ebenfalls mindestens vier Meter breit und mit Hartbelag versehen. Sie können verkehrsberuhigt sein und sind ohne Bedeutung für den Durchgangsverkehr. Ausserorts dienen Strassen dieser Klasse der Zufahrt zu wichtigen Anlagen oder Objekten. |
| 3. Klasse-Strasse                        |      | Strassen 3. Klasse sind mindestens 2,80 Meter breit. Sie haben nicht zwingend einen Hartbelag. Gewöhnlich sind sie mit Lastwagen befahrbar, gekreuzt wird an Ausweichstellen. Diese Strassen dienen der Erschliessung von Siedlungen oder wichtigen Einzelgebäuden sowie der Land- und Forstwirtschaft.                                                                                                   |
| 4. Klasse-Fahrweg                        |      | Fahrwege 4. Klasse sind mindestens 1,80 Meter breit. Diese Naturstrassen können in der Mitte Grasbewuchs aufweisen. Bei normalen Verhältnissen sind sie mit Personenwagen befahrbar. Sie können mit einem Fahrverbot belegt sein. |
| 5. Klasse-Weg, Feld-, Wald- oder Veloweg |      | Wege der 5. Klasse sind Feld- und Waldwege ohne ausreichenden Unterbau und oft nur mit Geländefahrzeugen oder Traktoren befahrbar. Velowege wiederum können mit Hartbelag ausgestattet sein. Sie sind oft parallel zu höherklassierten Strassen geführt, aber getrennt angelegt. |
| 6. Klasse-Fussweg                        |      | Wege der 6. Klasse sind Fussgängern vorbehalten. Es kann sich dabei um ein Spektrum vom Bergpfad bis zum breiten Spazierweg handeln. Sie sind oft Teil eines Wanderwegnetzes (gelb, weiss-rot-weiss oder weiss-blau-weiss markiert). |

Einige Kantone kennen eigene Nomenklaturen für Strassen nach deren Ausbaustandard, diese werden beispielsweise für Richtpläne verwendet.